# جیانی موناری
جیانی موناری (انگلیسی: Gianni Munari؛ زادهٔ ۲۴ ژوئن ۱۹۸۳) بازیکن فوتبال اهل ایتالیا است.
از باشگاه‌هایی که در آن بازی کرده‌است می‌توان به باشگاه فوتبال هلاس ورونا، باشگاه فوتبال فیورنتینا، باشگاه فوتبال لچه، باشگاه فوتبال کیه‌وو ورونا، باشگاه فوتبال پارما، باشگاه فوتبال کالیاری، باشگاه فوتبال سمپدوریا، باشگاه فوتبال تریستیانا، باشگاه فوتبال ساسولو، باشگاه فوتبال واتفورد، و باشگاه فوتبال پالرمو اشاره کرد.